# Virasoro-algebra
In de groepentheorie, een deelgebied van de wiskunde, is de Virasoro-algebra (vernoemd naar de natuurkundige Miguel Virasoro) een complexe Lie-algebra, gegeven als een centrale uitbreiding van de complexe polynomiale vectorvelden van de cirkel, die veel wordt gebruikt in de snaartheorie.